# Георго Чолака
Георго Чолака е български революционер, деец на Вътрешната македоно-одринска революционна организация.

## Биография
Роден е в лозенградското село Керациново, тогава в Османската империя. Присъединява се към ВМОРО и е касиер на революционния комитет и войвода на смъртната дружина в Керациново. През Илинденско-Преображенското въстание през лятото на 1903 година с четата си е част от отряда на Стоян Камилски и участва в нападението срещу гарнизона в Цикнихор.